# 邻几
安徽邻几便利店是一家总部位于合肥，目前主要门店覆盖合肥都市圈的便利店品牌。在中商罗森进入合肥市场以后，迅速收购本地原有的LETGO便利店，扩张加盟成为新的邻几品牌。
公司于2017年成立，五年内完成合肥及周边1000家左右布局。
2022年6月，邻几便利店在福建主要城市进行布局。截至目前，网点已覆盖厦门、泉州、漳州等地市。